# Casilda Remigia de Salabert y Arteaga
Casilda Remigia de Salabert y Arteaga (Madrid 1858 - Baiona 1936 IX marquesa de la Torrecilla, duquessa consort de Medinaceli i duquessa consort de Santo Mauro.

## Biografia
Nascuda a Madrid, el dia 1 d'octubre de 1858, essent filla de Narcisa de Salabert i Pinedo, VIII marquès de la Torrecilla, i de María Josefa de Artega i Silva. Per via paterna era neta de Manuel de Salabert i de Torres, VII marquès de la Torrecilla, i de María Casilda de Pinedo Huici Baizábal i Zailorda. Per via materna era neta d'Andrés Adelino de Arteaga Lazcano i Carvajal, VI marquès de Valdemiano, i de Fernanda María de Silva i Téllez-Girón, dels marquesos de Santa Cruz de Mudela.
Es casà el 23 de novembre de 1888 amb Luis María Fernández de Córdoba i Pérez de Barradas, XVI duc de Medinaceli. Sis mesos després, el duc de Medinaceli moria a Madrid però la duquessa esperava un hereu:
- Luis Jesús Fernández de Córdoba i Salabert (Madrid 1879 - 1956). Duc de Medinaceli. Es casà en primeres núpcies amb Ana María Fernández de Henestrosa i Gayoso de los Cobos i en segones núpcies amb María Concepción Rey de Pablo Blanco.

La duquessa esdevingué l'administradora del vast patrimoni de la Casa de Medinaceli, patrimoni que conservà i augmentà. En nom del seu fill concretà la venda del Palau de Medinaceli de Madrid on avui s'aixecà l'Hotel Palace a la Carrera de San Jerónimo.
Cinc anys després d'enviudar va contraure de nou matrimoni amb Mariano Fernández de Henestrosa i Ortiz de Mioño, duc de Santo Mauro, amb qui tingué tres fills:
- Casilda Fernández de Henestrosa i Salabert (Madrid 1888 - 1987). III duquessa de Santo Mauro. Es casà amb Mariano de Silva-Bazán i Carvajal, marquès de Santa Cruz de Mudela.
- Rafael Fernández de Henestrosa i Salabert (Madrid1903 - 1941). II duc de Santo Mauro.
- María Fernández de Henestrosa i Salabert (Saint Cloud 1903 - Madrid 1990). II Comtessa de San Martín de Hoyos.

Casilda Remigia tingué un paper fonamental en la vida de la cort del Palau Reial de Madrid al costat de la reina Victòria Eugènia de Battenberg. Amb la reina i la família Medinaceli fugí l'any 1931 a l'exili per tornar a Madrid pocs mesos després. Amb l'esclat de la Guerra civil espanyola tornà a anar a l'exili on morí, al sud de França, als 78 anys.